# Eduard Kreyßig

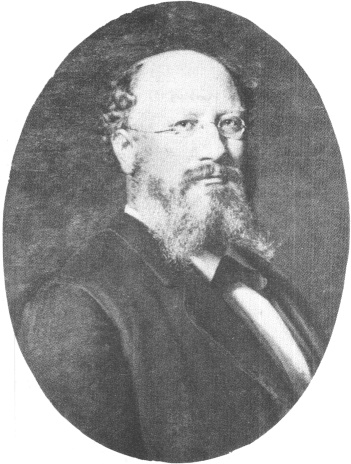
Eduard Kreyßig

Eduard Wilhelm Christian Kreyßig (* 30. August 1830 in Eichelsachsen; † 11. März 1897 in Mainz) war ein deutscher Architekt, Stadtplaner und Tiefbauspezialist. Er war von 1864 bis 1896 Stadtbaumeister von Mainz und für die städtebauliche Gestaltung von ausschlaggebender Bedeutung.

## Leben
Eduard Kreyßig wurde als drittes Kind des großherzoglich hessischen Forstbeamten Georg Heinrich Kreyßig († 1855) und dessen Frau Caroline geb. Bommersheim († 1866) geboren. Seine Schulbildung erhielt er zunächst bei verschiedenen Theologen und dann zwei Jahre auf einer Schule in Darmstadt. Vom Herbst 1843 bis Frühjahr 1848 besuchte er das Gymnasium in Büdingen und legte dort die Reifeprüfung ab. Ein Studium an der Universität Gießen brach er ab, kehrte zu seinen Eltern zurück und bildete sich autodidaktisch weiter. Ab Frühjahr 1851 besuchte er die Gewerbeschule in Darmstadt. Im November 1852 stellte er sich der „speziellen Prüfung“ vor der Darmstädter Oberbaudirektion, die Voraussetzung für das Kreisbaumeisteramt war. In diese Prüfung konnte er nur ein „mangelhaft“ erzielen. Bei der Wiederholung im Herbst des folgenden Jahres erreichte er ein „gut“. Nach einem weiteren Studienjahr an der Darmstädter Gewerbeschule, vor allem in Ornamentik, trat er im Oktober 1854 in den großherzoglich hessischen Staatsdienst. Als Bau-Accessist arbeitete er im Kreis Biedenkopf unter Kreisbaumeister Philipp Billhardt vor allem tiefbautechnisch, so bei der Regulierung der Eder und beim Eisenbahnbau. 1855/1856 wirkte er im Kreis Erbach-Michelstadt unter Kreisbaumeister Conrad Schredelsecker, um dann für weitere fünf Jahre nach Biedenkopf zurückzukehren. In dieser Zeit entstanden zwei Kirchen, mehrere Schulhäuser und zwei Gefängnisse. Außerdem sammelte er Erfahrung in der Flussregulierung sowie im Straßen- und Brückenbau. Von 1861 bis 1865 war er in Bensheim bei Kreisbaumeister Johann Christian Horst (1822–1888) angestellt, der mit Kreyßigs Cousine zweiten Grades Caroline geb. Wiessell (* 1826) verheiratet war. Kreyßig war Bauleiter der evangelischen Kirchen von Bensheim (nach dem Plan von Kreisbaumeister Georg August Mittermayer und Horst, 1863 beendet) und Lampertheim (nach Plänen Horsts, Bau 1863–1868) sowie des Rathauses in Nordheim (nach Horsts Plänen, um 1864 vollendet).
Nach dem Tod des Mainzer Stadtbaumeisters Joseph Laské 1863 wurde eine Stelle für einen Bewerber mit Kreisbaumeisterexamen ausgeschrieben. Von den 14 Bewerbern kamen vier in die nähere Auswahl: Franz Joseph Usinger (1829–1908), der Interimsleiter des Bauamtes, der seine Bewerbung aber zurückzog, C. Wetter, der später in Aschaffenburg tätig war, Ludwig Bohnstedt und Kreyßig, der sich mit Zeugnissen von Horst bewarb und in der Gemeinderatssitzung vom 8. November 1864 gewählt wurde. Am 4. Februar 1865 trat er sein Amt als Stadtbaumeister von Mainz an, zunächst fünf Jahre auf Probe. Seine Aufgaben waren die Planung und Bauleitung der städtischen Neubauten und die Durchführung der Bauunterhaltung; die Anlage neuer Straßen und die Herstellung der Wasserversorgung; die Aufsicht der Rheinufer und Häfen; die Betreuung der Friedhöfe und Gärten; die Aufsicht über Feuerwehr und Beleuchtungsanlagen und die bauaufsichtliche Kontrolle der privaten Neubauten. Zunächst gab es keine größeren Bauaufgaben, nur Bauunterhaltung und Ausbesserung waren zu erledigen. So blieb ihm Zeit zu einer Studienreise zur Weltausstellung 1867 nach Paris, wo er die Umgestaltung der französischen Hauptstadt durch Georges-Eugène Haussmann ansah. Dies übte einen nachhaltigen Einfluss auf ihn auf. Er wandte sich von der Neugotik ab und seine späteren Bauten zeigen Neorenaissance- und Neobarock-Elemente. Nachdem es nach dem Deutsch-Französischen Krieg wirtschaftlich aufwärtsging, brachten die Rheinregulierung und die Stadterweiterung viele neue Aufträge, sowohl für städtische als für auch private Bauten.
Aus Anlass der Stadterweiterung erhielt Kreyßig 1877 das Ritterkreuz I. Klasse des Ordens Philipps des Großmütigen. 1883 wurde ihm der Ehrentitel Baurat verliehen und das Ehrenzeichen für Verdienste bei der Überschwemmung 1882/1883 zuerkannt. 1887 folgte die Goldene Medaille für Kunst und Wissenschaft. Nach einem längeren Kuraufenthalt 1893 wurde er 1896 als Geheimer Baurat vorzeitig und bei vollem Gehalt pensioniert. Kreyßig war im Vorstand des Großherzoglich Hessischen Gewerbevereins und des Mainzer Verschönerungsvereins tätig.
Kreyßig heiratete 1857 Louise Großmann (1832–1902) und hatte mit ihr vier Töchter und einen Sohn: Anna (1858–1918), Emma (1859–1935), Mathilde (1864–1926), Ida (1874–1912) und Friedrich (* 1861), der als bekannter Augenarzt 1904 Papst Pius X. behandelte. Eduard Kreyßig starb am 11. März 1897 in Mainz und wurde auf dem Hauptfriedhof begraben.
In der Neustadt wurde 1898 eine Straße nach Kreyßig benannt. Auf dem Gartenstreifen in der Mitte der von ihm entworfenen Kaiserstraße wurde 1904 ein Kreyßig-Denkmal errichtet. Das Denkmal wurde am 8. März 1937 durch die Nationalsozialisten abgetragen, um an gleicher Stelle das Horst-Wessel-Denkmal errichten zu können. Nach dem Zweiten Weltkrieg wurde nur noch die von dem Bildhauer Eduard Lipp geschaffene Kreyßig-Büste dieses Denkmals neu aufgestellt.

Kreyßig-Denkmal 1905
Grabstätte von Eduard Kreyssig

## Stadterweiterung
In der Mitte des 19. Jahrhunderts hinderten die Festungsanlagen und der Rhein die Stadt Mainz flächenmäßig zu wachsen. Steigende Einwohnerzahlen führten dazu, dass Mainz um 1870 eine sehr große Bevölkerungsdichte aufwies, fast drei Mal so groß wie Frankfurt am Main und Berlin. Das nördlich der Stadt gelegene Gartenfeld durfte nur mit Fachwerkhäusern bebaut werden, die im Kriegsfall von den Eigentümern ohne Entschädigung abzubrechen waren. Nach jahrelangen Bemühungen des Mainzer Rates stimmte die Festungsbehörde schließlich einer Bebauung unter militärischen Auflagen zu. Unter acht verschiedenen Plänen entschied sich der Gemeinderat am 4. April 1866 für Kreyßigs Vorschlag. Durch den Preußisch-Österreichischen Krieg wurden die Auflagen wieder verschärft und nur Fachwerkhäuser erlaubt. Unter diesen Eindrücken legte Kreyßig 1868 eine Denkschrift vor, in der er sich für die Verschiebung der Umwallung nach Norden aussprach, sodass die Bebauung des Gartenfeldes möglich wurde. Ende 1868 reiste er nach Magdeburg, denn auch dort war eine Stadterweiterung durch Verschiebung der Wallanlagen geplant, und nach Berlin, um hohe Behörden zu besuchen – die Mainzer Festung unterstand damals dem preußischen Kriegsministerium.

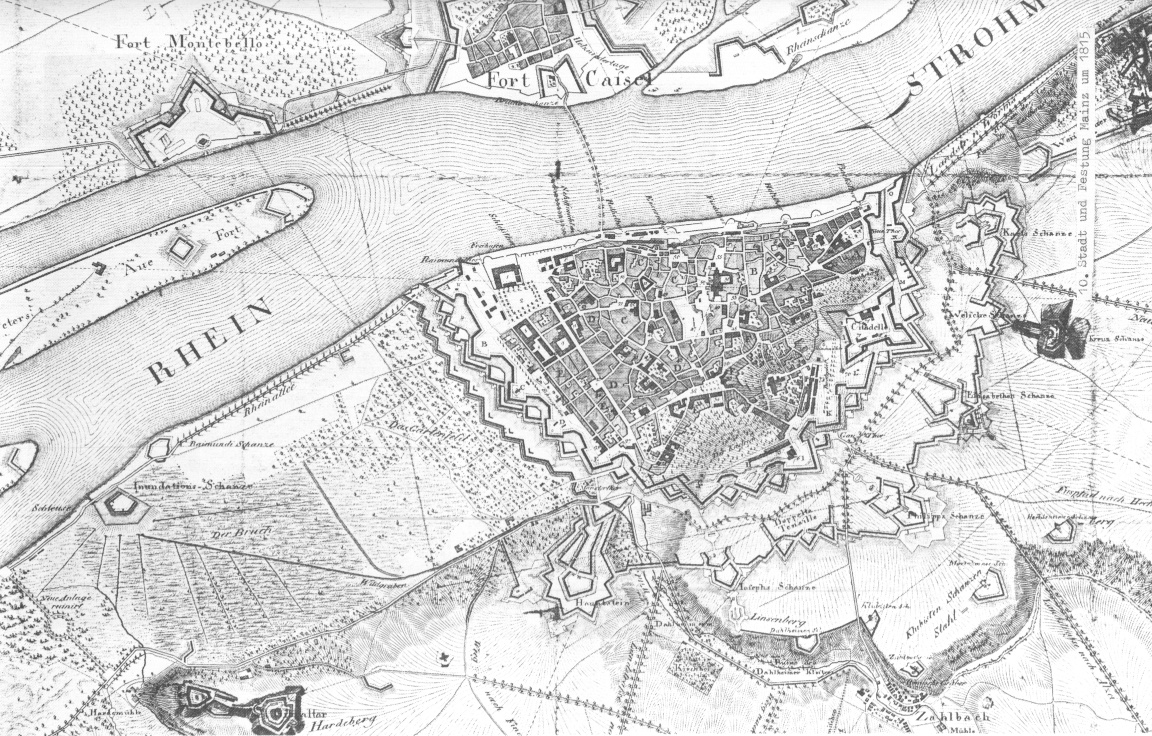
Mainz vor der Stadterweiterung (1815)
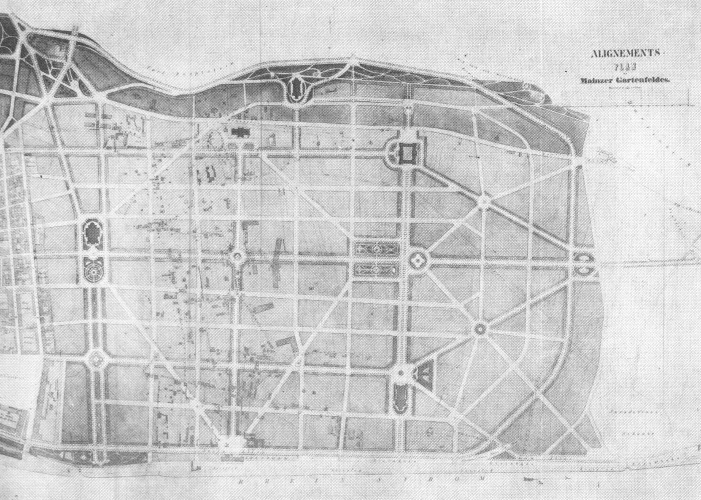
Bebauungsplan 1869
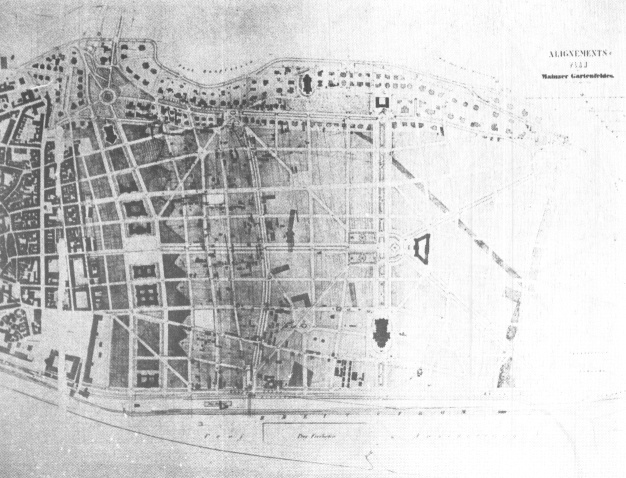
Bebauungsplan 1872
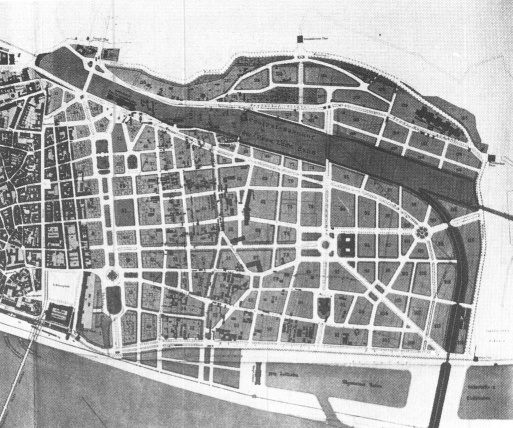
Bebauungsplan 1877
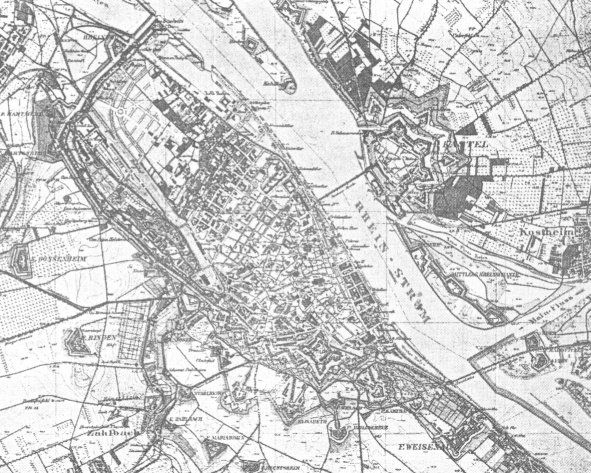
Mainz nach der Stadterweiterung (1890)

Er entwarf 1869 einen neuen Plan, der im Gegensatz zum 1866er Vorschlag noch erhalten ist. Dieser Entwurf zeichnet sich durch ein netzartiges, symmetrisches Straßensystem aus, in dem die Straßenachsen in zentrale Plätze strahlenförmig einmünden. Die hohen Kosten für den Bau der neuen Wallanlagen von vier Millionen Gulden musste die Stadt tragen. Die Rückzahlung des aufgenommenen Darlehens sollte 50 Jahre in Anspruch nehmen. Nachdem Elsass-Lothringen nach dem Deutsch-Französischen Krieg dem Deutschen Reich angegliedert wurde, war Mainz keine Grenzstadt mehr und verlor die militärische Bedeutung. 1872 erklärte sich die Festungsverwaltung bereit einem Stadterweiterungsvertrag zuzustimmen, der 1873 in Kraft trat. Kreyßig legte eine zweite Überarbeitung des Bebauungsplanes vor, den der Berliner Stadtbaurat James Hobrecht begutachtete. 1875 genehmigte der Großherzog Ludwig III. von Hessen den Bereich des Rheinufers und der Kaiserstraße. 1876 wurden die neue Umwallung und die Tore fertiggestellt – die Fläche der Stadt Mainz hatte sich damit verdoppelt. 1877 fand der Gesamtplan die Zustimmung des Großherzogs und die Bebauung begann. Nachdem sich die Grundstücke zunächst nur schleppend verkauften, konnte das Darlehen bereits 1897 abbezahlt werden.

## Tiefbau
Da die bisherigen Kanäle der Stadt bei jedem Hochwasser mehr und mehr verschlammten, entwarf Kreyßig im Neustadtplan auch ein verbessertes Entwässerungssystem für Mainz. Dieses wurde zwischen 1875 und 1879 in der Altstadt und ab 1880 in der Neustadt verwirklicht. Auch für die Neugestaltung des Rheinufers zeichnete Kreyßig verantwortlich. Nach der Rheinregulierung 1860 gewann die Stadt am Ufer wertvolle Aufschüttungsflächen hinzu. Kreyßig veranlasste ab 1865 weitere Anschüttungen, die Anlage einer Uferpromenade und die Erhöhung des gesamten Niveaus zum Hochwasserschutz. Dazu wurde 1868 ein Vertrag zwischen der Stadt Mainz, dem hessischen Staat und der Festung geschlossen, der 1870 durch einen Vertrag zwischen Stadt und Bahn ergänzt wurde. Bis 1888 wurden die Anschüttungen auch in der Neustadt vollendet und bis 1890 die Bebauung der Fläche zwischen Rheinstraße und Ufer abgeschlossen.

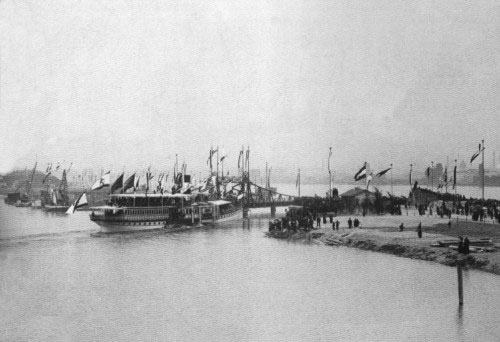
Einweihung des Zoll- und Binnenhafens am 6. Juni 1887

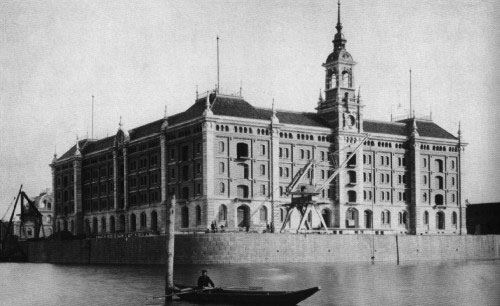
Lagerhaus des Hauptsteueramtes 1890

Als Teil der Rheinregulierung wurde aus einem abgetrennten Rheinarm der Zoll- und Binnenhafen errichtet, der die alten ständig verschlammten Häfen ersetzen sollte. In Verträgen mit der Bahn (1876) und der Festung (1878) wurde dies festgelegt und 1880 begannen die Arbeiten am 750 × 135 m großen Hafenbecken. Auch die Hochbauten des Hafens, die ab 1885 entstanden, wurden von Kreyßig geplant. Bis zur Eröffnung am 5. Juni 1887 in Anwesenheit des Großherzogs Ludwig IV. von Hessen entstanden das große Lagerhaus und das Verwaltungsgebäude des Hauptsteueramtes, die Revisionshalle sowie das Maschinen- und Kesselhaus. Später wurden ein Getreidespeicher mit Hubeinrichtungen und Siloanlagen (1893) und ein Wohngebäude für Zollaufseher (1897) ergänzt.
Auch die Verlegung der Eisenbahntrasse vom Rheinufer an die Westseite der Stadt geht auf Kreyßig zurück. Bereits sein Vorgänger, Joseph Laské, berichtete 1858 in seiner Schrift Die Führung der Mainz-Binger Bahn durch die Stadt Mainz betreffend. über die Situation des schienengebundenen Transports an die Großherzogliche Bürgermeisterei der Provinzial-Hauptstadt Mainz. Nach seinem Vorschlag von 1873 einigten sich Stadt und Hessische Ludwigsbahn 1874 darauf. In den Jahren 1880 bis 1884 wurde die Zitadelle untertunnelt und damit das größte technische Hindernis beseitigt. Der 1882 bis 1884 nach Plänen von Philipp Johann Berdellé erbaute Hauptbahnhof wurde schließlich am 15. Oktober 1884 feierlich eingeweiht.

## Hochbauten
Die ersten von Kreyßig in Mainz geschaffenen Hochbauten zeigen noch Elemente der Neogotik, so die Grabmäler für Valentin Theuerkauf (1866) und den Branddirektor Carl Weiser (1867) sowie die Gruft für den Mainzer Oberbürgermeister Nikolaus Nack (1867). Nach dem Besuch der Weltausstellung in Paris wandte sich Kreyßig der Neorenaissance und dem Neobarock zu, die seine Werke fortan prägten. Erste Beispiele sind das Denkmal für den Festungskommandanten Woldemar von Schleswig-Holstein-Sonderburg-Augustenburg (1872), das Deutsche Kriegerdenkmal (1873) und die Gruft für den Arzt Ignaz Franz Anschel (1874). Sein erstes größeres Projekt war die Wohnanlage Schottenhof, die von 1873 bis 1876 erbaut wurde und in der er selbst von 1876 bis zu seinem Tod lebte. Daneben plante er den Umbau und die Erweiterung des Stadthauses (1874/75) und Umbau des Stadttheaters (1876).

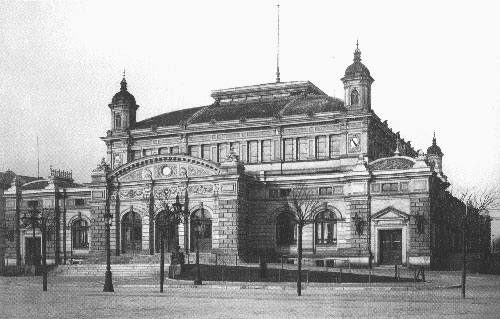
Stadthalle 1899
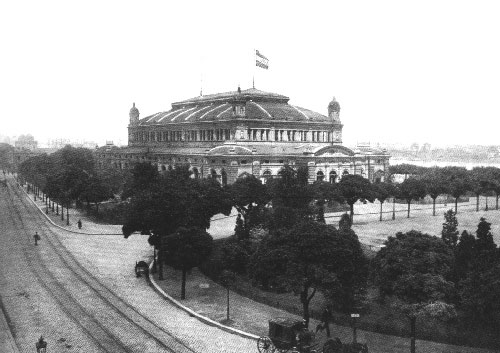
Stadthalle 1900
Stadthalle, Außenansicht
Stadthalle, Innenansicht

Von 1882 bis 1884 entstand die Stadthalle, nachdem Kreyßig zwischen 1877 und 1880 Pläne in sechs Fassungen vorgelegt hatte. 1875 erhielt er den Auftrag des Stadtrats, das Kurfürstliche Schloss zu restaurieren. Er ließ ab 1879 den Bau vollständig aufnehmen, ehe er 1889 einen Entwurf präsentierte. Erst 1924 wurden die Arbeiten abgeschlossen, wenn auch Kreyßigs Pläne nicht gänzlich umgesetzt wurden. Daneben schuf er in den 1880er und 1890er Jahren mehrere Schulen, drei Polizeistationen, drei Volksbäder, die Wartehalle der Köln-Düsseldorfer-Dampfschiffahrtsgesellschaft, private Wohn- und Geschäftshäuser sowie die orthodoxe Synagoge in der Margarethenstraße und die jüdische Friedhofshalle in der Unteren Zahlbacher Straße – beide in einer byzantinisch-maurischen Stilmischung. Außerdem plante er den Schlacht- und Viehhof, mit seinen Marktställen und Markthallen, mit der Börse, mit Verwaltungsgebäuden und Schlachthallen, der Kühlhalle, dem Lagerhaus, dem Wasserturm und dem Kesselhaus.
Als Kreyßigs Hauptwerk gilt die Mainzer Christuskirche. Kreyßig gewann den 1894 dazu ausgeschriebenen Wettbewerb und erhielt am 7. März 1895 den Auftrag, eine Kirche für die evangelische Gemeinde zu errichten, der er auch selbst angehörte. Er überarbeitete den Plan noch einmal, sodass der Bau 1896 beginnen konnte. Kreyßig behielt die künstlerische Oberleitung, während der schwedische Architekt Franz Fredriksson als Bauleiter auftritt. Nach Kreyßigs Tod vollendete er die Kirche 1903.

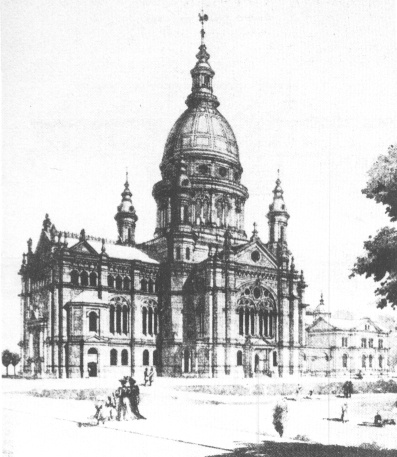
Planung Christuskirche 1894, Ansicht von Südwesten
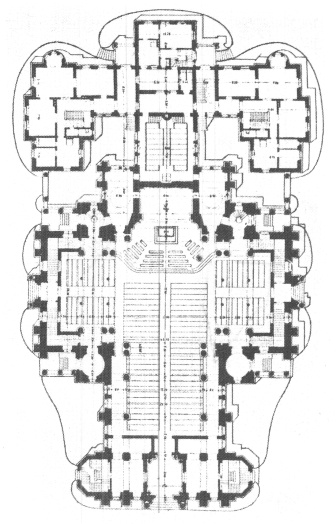
Planung Christuskirche 1894, Grundriss Erdgeschoss
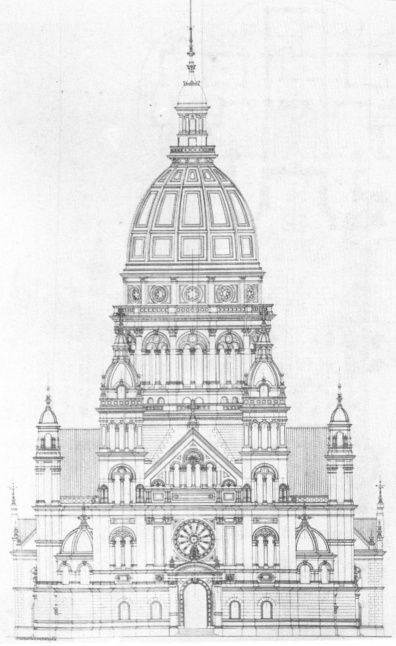
Planung Christuskirche 1895/96
Einweihung am 2. Juli 1903